# Enrique Arnaldo
Enrique Arnaldo Alcubilla (Madrid, 1957) es un jurista español, catedrático de Derecho constitucional por la Universidad Rey Juan Carlos y miembro del cuerpo de letrados de las Cortes Generales y del cuerpo superior de Administradores Civiles del Estado.

## Biografía
Licenciado en Derecho por la Universidad Complutense de Madrid y doctor por esta misma universidad por su tesis El derecho de sufragio de los emigrantes: el artículo 68.5 de la Constitución, leída en 1995. En 1996 fue propuesto como vocal del Consejo General del Poder Judicial (CGPJ), cargo que ocupó hasta 2001. Tras su salida del órgano de gobierno de los jueces fundó el despacho Estudios Jurídicos y Procesales, especializándose en derecho público, constitucional y administrativo.
Su despacho ha trabajado en la defensa de políticos del Partido Popular, como la de Ignacio González en el caso relacionado con el supuesto regalo de un ático de lujo en la localidad malagueña de Estepona. Fue asimismo investigado en el caso Palma Arena como sospechoso de ayudar al por entonces presidente de Baleares Jaume Matas a blanquear dinero simulando su contratación en su despacho.
En noviembre de 2021, fue propuesto por el Partido Popular para ser designado como magistrado del Tribunal Constitucional, confirmándose su nombramiento el 11 de noviembre por votación del Congreso de los Diputados tras el acuerdo entre el gobierno y el PP. En febrero de 2023, su ponencia sobre la inconstitucionalidad de la Ley 2/2010 de salud sexual y reproductiva y de la interrupción voluntaria del embarazo fue rechazada por el Pleno del Tribunal Constitucional tras no aceptarla el sector progresista.
Ha sido calificado como un jurista conservador o ultraconservador, habiéndose mostrado abiertamente crítico con el legado del expresidente José Luis Rodríguez Zapatero. También se ha manifestado en contra del derecho al aborto y la eutanasia activa, así como de la Ley de Memoria Histórica, y se muestra escéptico acerca del calentamiento global.